# دشمنان، یک داستان عاشقانه
«دشمنان، یک داستان عاشقانه» به ییدیش: [Sonim, di Geshichte fun a Liebe] Error: {{Lang}}: متن دارای نشانه‌گذاری ایتالیک است (راهنما) نام رمانی از ایزاک بشویس سینگر نویسنده برنده جایزه نوبل ادبیات است. سینگر این کتاب را به زبان ییدیش نوشته است و در سال ۱۹۷۲ با نظارت خود نویسنده به انگلیسی ترجمه شده‌است.

رمان داستان مردی است که در حالی که همسر و بچه‌هایش را از دست داده، از یکی از اردوگاه‌های نازی در جنگ دوم جهانی فرار می‌کند. ابتدا به یک انباری پناه می‌برد و در نهایت به آمریکا می‌گریزد.
سینگر در این کتاب به محکوم‌کردن نازیسم و مظلومیت قوم یهود بسنده نمی‌کند و به نکات عام‌تری می‌پردازد. وی دست به کاوش در شخصیت قربانیان این فاجعه می‌زند و این پرسش را در ذهن خواننده بیدار می‌کند چگونه و به چه علت انسان به مرحله‌ای می‌رسد که می‌تواند دست به جنایات هولناک بزند.

این رمان را احمد پوری به فارسی ترجمه کرده‌است.